# František Tvrdek
František Tvrdek (* 26. Januar 1920 in Prag; † 2009) war ein tschechischer Theaterschaffender, Puppenspieler und Erfinder des Lumineszenztheaters.

## Leben
František Tvrdek wuchs in einer Schauspielerfamilie auf. Seine Mutter war Inhaberin eines Theaterkostümverleihs, sein Vater Schauspieler und Puppenspieler.
Im Jahr 1958 fanden die ersten Vorstellungen seiner Variation des Schwarzen Theaters statt. Er verwendete fluoreszierende Farben für das Bühnenbild und seine Puppen, die bei Beleuchtung mit ultraviolettem Licht kräftig leuchteten. Der Bühnenhintergrund war dagegen schwarz.
František Tvrdek hat mehr als 50 Fernsehproduktionen mitgestaltet. Er arbeitete sowohl für das westdeutsche Fernsehen als auch für das Kinderfernsehen der DDR. Er entwarf die Fernsehserie Plumpaquatsch, welche vom NDR in Hamburg von 1972 bis 1975 (sowie einige Wiederholungen 1978) ausgestrahlt wurde. 1972 entwarf er für die ARD die Figuren „Maxifant und Minifant“ (alle drei hier erwähnten Puppen sind jetzt im Stadtmuseum München ausgestellt). 1972 bis 1974 entstand „Zirkus Tvrdek“, 1975 die Fernsehserie „Das kommt davon“ nach Rudyard Kipling, 1977 die Fernsehserie „Es bleibt dabei“. Im DDR- bzw. später im gesamtdeutschen Fernsehen waren seine Puppen in der Fernsehserie „Spielhaus“ von 1982 bis 1991 zu sehen.